# NGC 993
NGC 993 (другие обозначения — NGC 994, UGC 2095, MCG 0-7-52, ZWG 388.63, PGC 9910) — галактика в созвездии Кит.
Этот объект занесён в новый общий каталог несколько раз, с обозначениями NGC 993, NGC 994.
Этот объект входит в число перечисленных в оригинальной редакции «Нового общего каталога».
17 октября 1885 года NGC 993 была ещё раз открыта Льюисом Свифтом, который принял её за другую галактику, и она была ещё раз записана в каталог под обозначением NGC 994. Согласно Селигману, если бы Свифт не настаивал на том, что обнаруженная им галактика не NGC 993, то Джон Дрейер воспринял бы NGC 994 как очередное наблюдение NGC 993.